# Лузингилакши
Лузингилакши или Лузингийоки — река в России, протекает по Муезерскому району Карелии.

## Общие сведения
Исток — Верхнее Шуабъярви, протекает через Нижнее Шуабъяври и озеро Лузинги. Впадает в южную оконечность Большого Ровкульского озера, из которого вытекает Омельянйоки. Длина реки составляет 20 км, площадь водосборного бассейна — 118 км².
Выше озера Лузинги река принимает левый приток из Верхнего Редъярви.

## Данные водного реестра
По данным государственного водного реестра России относится к Балтийскому бассейновому округу, водохозяйственный участок реки — Реки Карелии бассейна Балтийского моря на границе РФ с Финляндией, включая оз. Лексозеро. Относится к речному бассейну реки Реки Карелии бассейна Балтийского моря.
Код объекта в государственном водном реестре — 01050000112102000010099.

## Фотографии

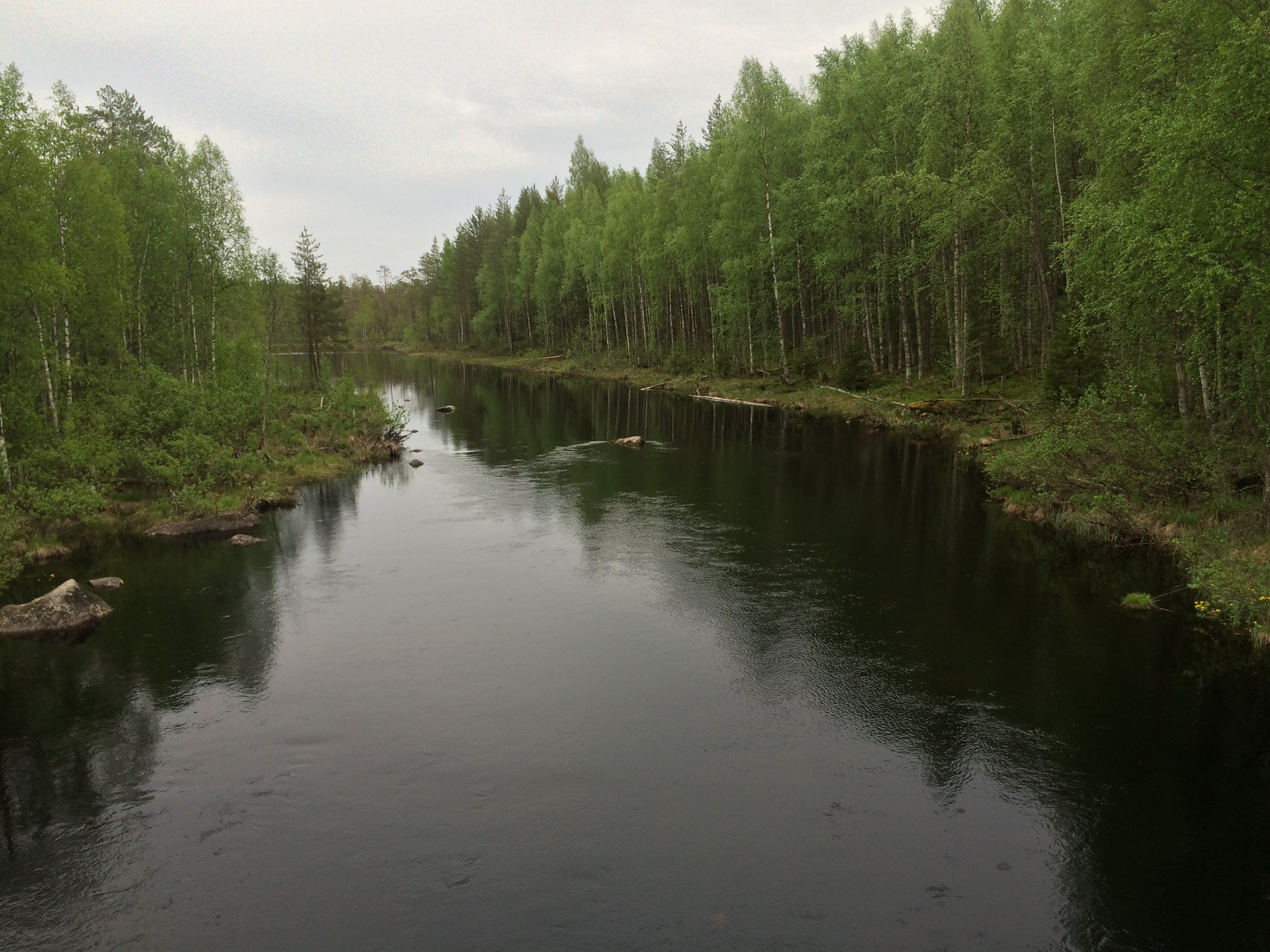
Вид с моста против течения

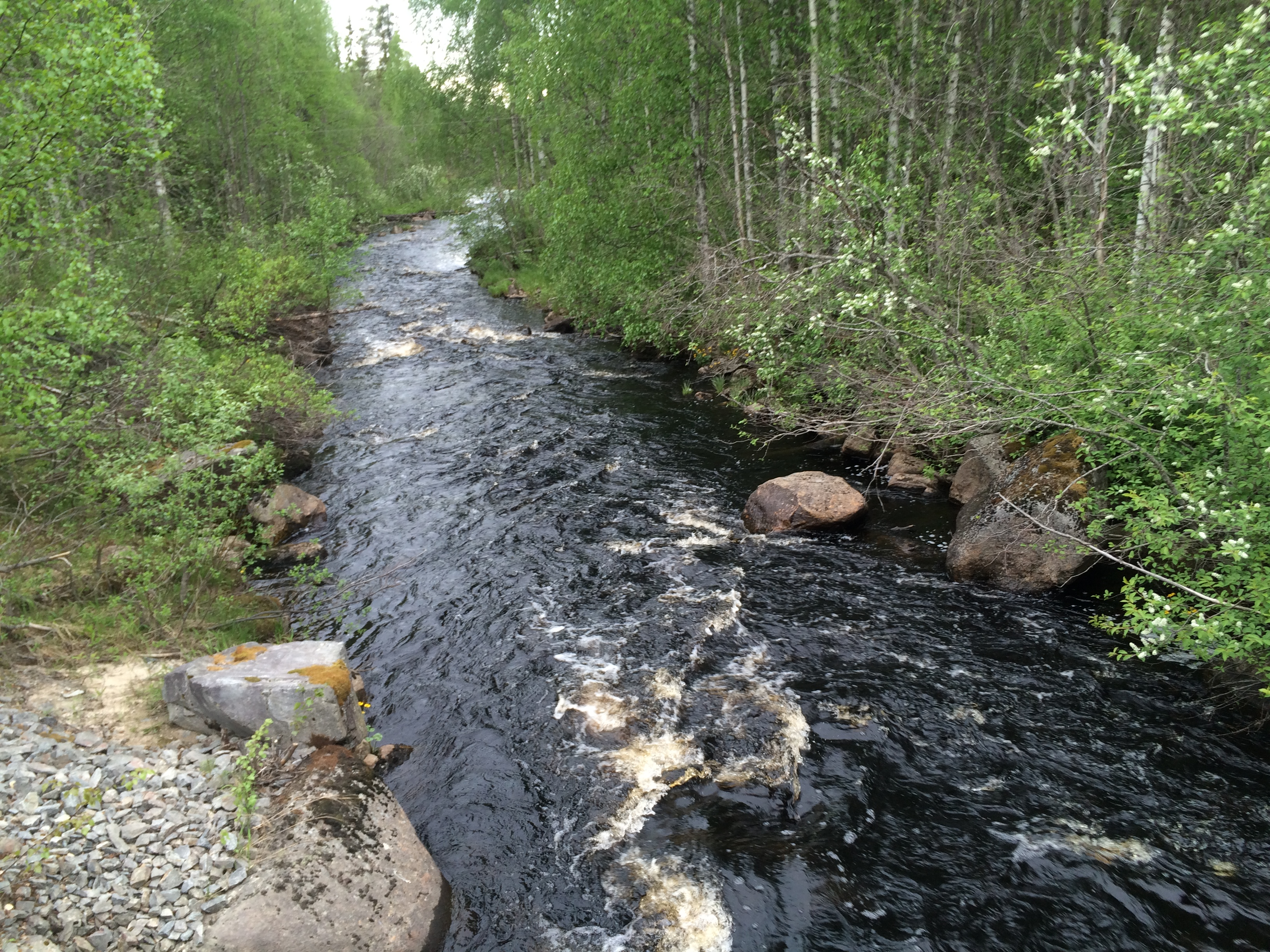
Вид с моста по течению